# Ioannis Frangoudis
Ioannis Frangoudis (în greacă Ιωάννης Φραγκούδης; n. 1863, Zakynthos, Peloponez, Grecia de Vest și Insulele Ionice⁠(d), Grecia – d. 19 octombrie 1916, New York City, New York, SUA) a fost un soldat grec, atlet și ofițer al armatei elene, care a ajuns la gradul de colonel. A participat la Jocurile Olimpice de vară din 1896 de la Atena la probele de tir. Frangoudis este singurul atlet grec care a câștigat o medalie de aur, una de argint și una de bronz la o singură ediție a Jocurilor Olimpice.

## Biografie
Frangoudis era originar din Limassol, Cipru, care la acea vreme se afla în Imperiul Otoman (avea să treacă sub control britanic pe când el avea 14 ani), dar s-a născut în Zakynthos, unde tatăl său lucra drept consul. A absolvit Academia Militară Elenă în 1885 și a avansat în rândurile armatei grecești, fiind căpitan în momentul Jocurilor Olimpice din 1896. După războiul greco-turc din 1897, devenise colonel și prieten al regelui George I al Greciei. Frangoudis este cunoscut și pentru că a fost prezent la asasinarea regelui și pentru că l-a luat în custodie pe asasinul acestuia, Alexandros Schinas.
Frangoudis a murit electrocutat în urma unui accident de în 19 octombrie 1916, în timp ce se afla în vizită la New York pentru o misiune de aprovizionare cu muniție a armatei grecești.

## Cariera olimpică
Frangoudis a concurat în patru dintre cele cinci probe de tir și a a fost secretar al Sub-comitetului pentru tir.
Și-a început singura probă de pușcă cu un avans după prima serie de 10 lovituri. Cu toate acestea, tragerea lui a fost inconsecventă, iar a doua și a patra serie au fost cu mult sub scorurile primeia și celei de a treia serii. Frangoudis a terminat pe locul al doilea în spatele lui Georgios Orfanidis, cu 1.312 de puncte față de 1.583 ale conaționalului său. Viggo Jensen, pe locul trei, a obținut cu doar 7 puncte mai puțin decât Frangoudis.
La pistol foc rapid, Frangoudis a fost învingător, depășindu-l pe Orfanidis, alături de alți doi concurenți, 344-249. La proba de pistol liber a obținut un bun punctaj, după Sumner Paine și Holger Nielsen (medaliat cu bronz la pistolul cu foc rapid). Frangoudis a concurat și la pistol militar, terminând pe locul patru.